# Kundskabens træ
|  | Denne artikel omhandler Kundskabens træ. For filmen af samme navn fra 1981, se Kundskabens træ. |
Kundskabens træ (også kaldt træet til kundskab om godt og ondt) er det ene af to navngivne træer i Edens have, hvoraf det andet er Livets træ.

## Træet i Bibelen
Træet er ifølge Bibelen placeret midt i Edens have og mennesket bliver befalet af Gud, at de ikke må spise af det:
"(...)Herren gav mennesket den befaling: »Du må spise af alle træerne i haven. Men træet til kundskab om godt og ondt må du ikke spise af, for den dag du spiser af det, skal du dø!«"
Derefter foregår Syndefaldet; kvinden forledes af en slange, som siger "(...)Vist skal I ikke dø! Men Gud ved, at den dag I spiser af den, bliver jeres øjne åbnet, så I bliver som Gud og kan kende godt og ondt(...)" Hun tog frugten, spiste og bød Adam, hvorefter det gik op for dem, at de var nøgne og tildækkede sig derfor. Om aftenen gemmer de sig for Gud, som går rundt i haven, fordi de skammer sig over at vise sig halvnøgne. Adam giver sig til kende, da Gud kalder efter dem og de forklarer sig. Efterfølgende bliver straffen blandt andet, at mennesket skal dyrke agerjorden for at få føde og kvinden skal lide smerte under fødsel. Adam og Eva, som han nu kalder hende, bliver smidt ud af haven, og keruberne samt et lynende flammesværd sættes til at bevogte vejen til livets træ, for at mennesket ikke også skulle spise af det og leve evigt.